# Dealul Ștefăniței, Bistrița-Năsăud
Dealul Ștefăniței este un sat în comuna Romuli din județul Bistrița-Năsăud, Transilvania, România.

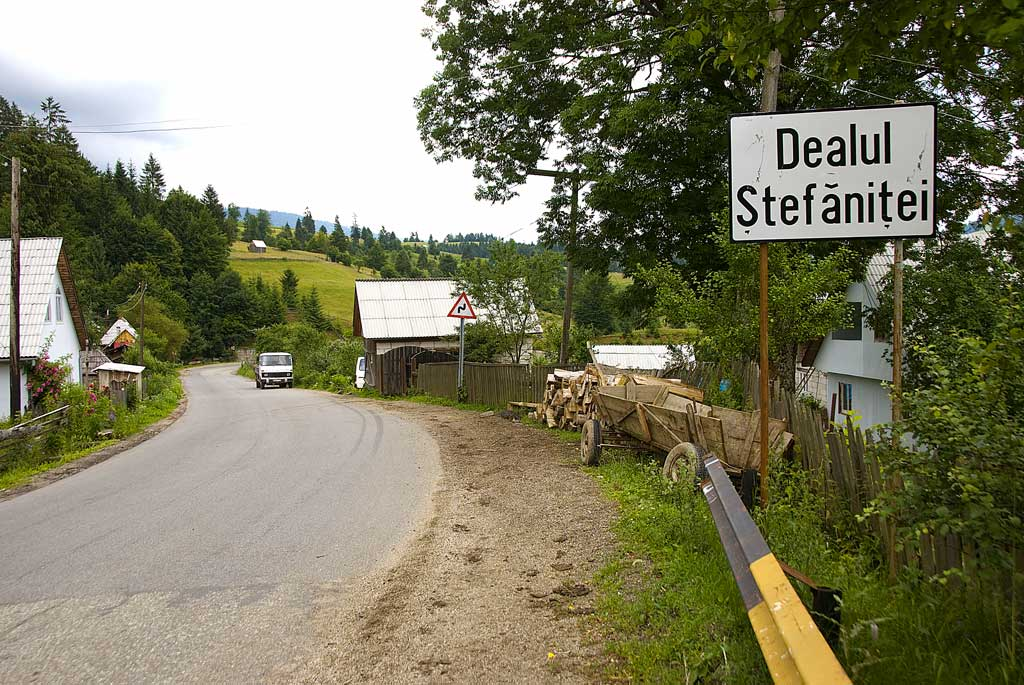
Intrarea (Pasul Șetref)
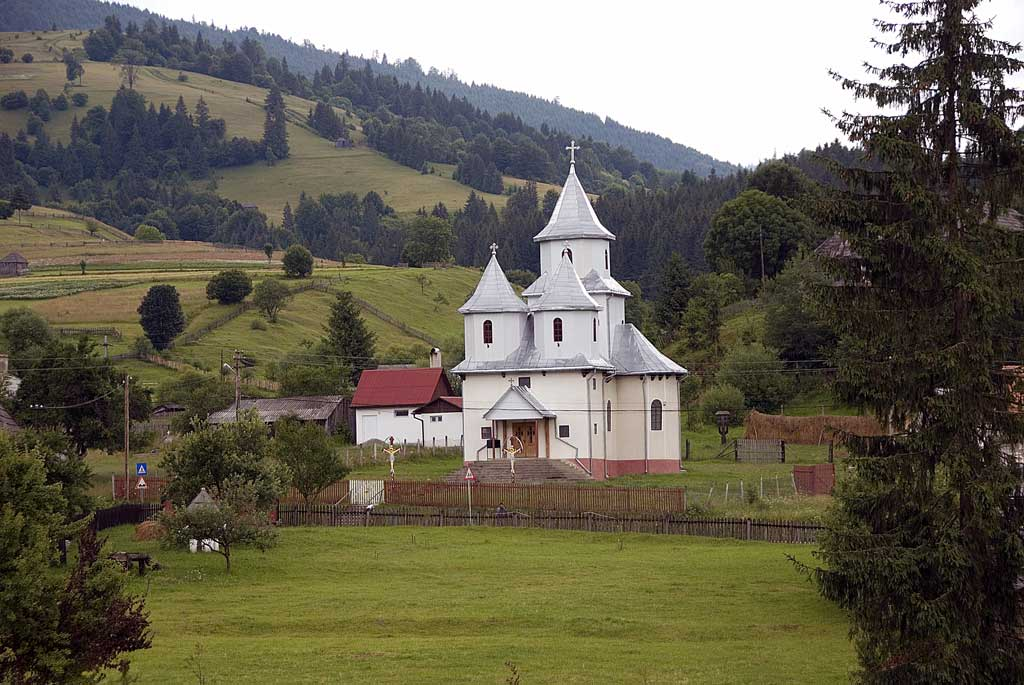
Biserică